# Oh, Kay! (musical)
Oh, Kay! is een musical met muziek van George Gershwin en teksten van Ira Gershwin op een libretto van Guy Bolton en P. G. Wodehouse en geproduceerd door Alex A. Aarons en Vinton Freedley. De regie was in handen van John Harwood en de choreografie van Sammy Lee. De wereldpremière, bedoeld als try-out, was op 18 oktober 1926 in Philadelphia en de Broadway première was op 8 november 1926 in het Imperial Theatre in New York. Er werden 256 voorstellingen gehouden, voor die tijd een ongekend succes. In 1927 werd de musical geprolongeerd in Londen, in West End. Ook daar werd het een succes en ging de musical 214 keer.

## Verhaal

### Eerste bedrijf
Het verhaal speelt zich af tijdens de drooglegging en de hoogtijdagen van de Charleston in 1926. Jimmy Winter is erg populaire jongen bij de vrouwen. Ze onderhouden zijn huis perfect, een The Woman's Touch is precies datgene wat zijn huis nodig heeft. Jimmy is weg geweest maar komt die avond thuis. Tijdens zijn afwezigheid hebben enkele Engelse smokkelaars, de hertog van Durham, zijn zus, Lady Kay, en hun suffe Amerikaanse assistenten, "Shorty" McGee en Larry Potter, hun illegale drank in Jimmy's huis opgeborgen. Als ze horen dat Jimmy terugkomt, annuleert de hertog de rum-run van die avond en is hij van plan de honderden kratten sterke drank uit de kelder te halen. De tweeling Dolly en Phyllis Ruxton voegen zich bij Larry, Don't Ask.
Douanebeambte Jansen, die onraad ruikt, arriveert, maar vertrekt direct weer wanneer Jimmy naar huis terugkeert. Jimmy wordt vergezeld door zijn serieuze en arrogante tweede vrouw, Constance, met wie hij net is getrouwd. Zijn eerste huwelijk sloot hij als gevolg van een dronken grap op de universiteit. Het paar is al enkele jaren gescheiden. Hij vroeg een scheiding aan om met Constance te kunnen trouwen. Shorty doet zich voor als de nieuwe butler, nadat hij de butler en het dienstmeisje heeft weggestuurd die Jimmy had besteld. Als butler kan Shorty de rum in de kelder in de gaten houden.
Jimmy ontvangt een telegram van zijn advocaat waarin staat dat de scheiding niet is afgerond, wat inhoudt dat Jimmy en Constance's huwelijk illegaal is. Constance vertrekt woedend naar de dichtstbijzijnde herberg. Jimmy vertelt Shorty over een mooi meisje dat hem afgelopen zomer van de verdrinkingsdood heeft gered. Hij wordt onderbroken wanneer de dames, die zijn huis schoongemaakt hebben, terugkeren om hem te verwelkomen. Hij verklaart dat ze allemaal een Dear Little Girl zijn. Ze vertrekken en Jimmy maakt zich klaar om naar bed te gaan terwijl buiten een storm woedt. Lady Kay, gekleed in regenjack en met een revolver in de hand, wordt achtervolgd door douaniers. Zij blijkt het meisje te zijn dat Jimmy de vorige zomer heeft gered. Jimmy verstopt haar in zijn slaapkamer als douanier Jansen bij het huis aankomt om Jimmy wat vragen te stellen. Jansen vertrekt maar keert vervolgens terug en ziet Kay en Jimmy samen. Kay zegt dat ze Jimmy's vrouw is, en aangezien de pasgetrouwde koffers nog steeds door de woonkamer verspreid liggen, gelooft de douanier haar en vertrekt. Kay kan niet naar buiten in de vreselijke storm, dus zal ze de nacht in Jimmy's kamer moeten blijven: Maybe.
De hertog en Larry komen de volgende ochtend aan bij Jimmy's huis en zoeken verwoed naar Kay. De meisjes komen ook langs, en Larry zingt voor hen een lied en danst: Clap Yo' Hands. Kay verstopt zich in Jimmy's slaapkamer totdat alle gasten zijn vertrokken. De douanier keert terug en Jimmy en Kay doen alsof ze pas getrouwd zijn: Do, Do, Do. De hertog, Constance en Constance's vader, rechter Appleton, komen allemaal naar Jimmy's huis en Kay verstopt zich opnieuw in de slaapkamer. Nu Jimmy's scheiding definitief is, is de rechter van plan die middag een officiële huwelijksceremonie te leiden. Constance hoort geluiden uit de slaapkamer en doet de deur open. Kay, nu verkleed als Engels dienstmeisje stelt zichzelf voor als Jane, de vrouw van Shorty, de butler. Kay realiseert zich dat ze verliefd is op Jimmy en besluit zijn huwelijk met Constance te verhinderen.

### Tweede bedrijf
Er worden trouwfoto's gemaakt van de "bruid en bruidegom" en Kay, nog steeds vermomd als dienstmeisje, probeert Jimmy ervan te overtuigen dat ze een betere vrouw zou zijn dan de kieskeurige en arrogante Constance. Ze vertelt haar lappenpop dat ze iemand nodig heeft: Someone to Watch Over Me. Larry moet voor de drank zorgen als gastheer maar geeft een demonstratie van zijn danskunde: Fidgety Feet. De douanier komt langs en is in de war als Kay wordt voorgesteld als Shorty's vrouw en niet als Jimmy's vrouw. De rechter en Constance hebben trek in een lunch, en Shorty en Kay moeten hen bedienen. De lunch wordt een rommelige toestand en de rechter en Constance zijn erg beledigd en vertrekken. Jimmy verklaart dat tijd doorbrengen met de lieftallige en schone dames die zijn huis bezoeken Heaven on Earth is.
De douanier keert terug en is geschokt als hij hoort dat Jimmy die middag gaat trouwen, aangezien hij hem de vorige avond met zijn vrouw heeft gezien. Kay past een van Constance's japonnen aan, en aangezien ze er niet meer uitziet als een dienstmeisje, overtuigen zij en Shorty de douanier ervan dat ze Jimmy's vrouw is. Ze lijkt gewoon op Jane het dienstmeisje, maar ze is het niet; Dolly en Phyllis laten zien dat twee mensen best wel sprekend op elkaar kunnen lijken.
Kay en Shorty willen de bruiloft stoppen. Als Jimmy Kay in Constance's jurk ziet, is hij zo verrukt van haar dat hij haar kust. De bruiloft begint, en terwijl de rechter de ceremonie voorleest, wordt hij onderbroken door Shorty, vermomd als douanier, die het plan van Kay uitvoert. Hij zegt dat Jimmy gearresteerd is voor het verbergen van alcohol in zijn huis. De echte douanier arriveert plotseling, arresteert de hertog en Kay en beschuldigt Jimmy ervan een crimineel te huisvesten. Hij onthult dat hij Kay de avond ervoor in Jimmy's pyjama vond, vermomd als Jimmy's vrouw. De smokkelaars en Jimmy worden gearresteerd en opgesloten in de kelder terwijl de drank wordt afgevoerd. Ze ontdekken echter al snel dat de kelder niet op slot is, en ze kunnen vluchten.
Die avond geeft Jimmy een feestje voor zijn vrienden en de smokkelaars. Zijn vrienden prijzen Kay allemaal en verklaren Oh, Kay, You're OK with Me. De douanier arriveert en bekent dat hij in werkelijkheid 'Blackbird' is, een beroemde dief, en dat hij zojuist al hun drank heeft gestolen! Maar achteraf blijkt dat de vrachtwagenchauffeurs voor Shorty en Larry werkten. Blackbird zweert dat hij wraak zal nemen. Omdat hij denkt dat Kay geen visum voor de Verenigde Staten heeft, wil hij dat ze het land wordt uitgezet. Jimmy arriveert echter met hun nieuwe huwelijksakte, wat bewijst dat Kay een Amerikaans staatsburger is.

## Cast
- Kay – Gertrude Lawrence
- "Shorty" McGee – Victor Moore
- Jimmy Winter – Oscar Shaw
- Constance Appleton – Sascha Beaumont
- Mae – Constance Carpenter
- Molly Morse – Betty Compton
- Larry Potter – Harland Dixon
- Dolly Ruxton – Madeleine Fairbanks
- Phil Ruxton – Marion Fairbanks
- Judge Appleton – Frank Gardiner
- Peggy – Janette Gilmore
- Revenue Officer Jansen – Harry T. Shannon
- The Duke – Gerald Oliver Smith
- Daisy – Paulette Winston

## Liederen

### Akte 1
- The Woman's Touch (Molly Morse, Mae en Ensemble)
- Don't Ask (Larry Potter, Phyllis Ruxton en Dolly Ruxton)
- Dear Little Girl (Jimmy Winter en de meisjes)
- Maybe (Jimmy en Kay)
- Clap Yo' Hands (Larry, Molly, Daisy, Mae, Peggy en Ensemble)
- Do, Do, Do (Jimmy en Kay)

### Akte 2
- Bride and Groom (Constance Appleton, Jimmy, Judge Appleton en gasten)
- Someone to Watch Over Me (Kay)
- Fidgety Feet (Larry, Phyllis en Ensemble)
- Heaven on Earth (Jimmy, Molly, Mae en Ensemble)
- Oh, Kay! (Kay en de jongens)

Niet gebruikt:
- Show Me the Town
- What's the Use?
- When Our Ship Comes Sailing In

Alleen bij de try-out gebruikt:
- The Moon Is on the Sea
- The Sun Is on the Sea
- Stepping with Baby
- Guess Who
- Ain't It Romantic
- Bring on the Ding Dong Dell

De drie vetgedrukte liedjes zijn jazzstandards geworden.

## Bijzonderheden
- Zoals gebruikelijk was in de Amerikaanse musicals van het begin van de 20e eeuw, schreven George en Ira Gershwin de partituur voor Oh, Kay! nog voordat de librettisten, Bolton en Wodehouse, waren begonnen. Toen het script klaar was, werden acht nummers uit de partituur geschrapt omdat ze niet in het libretto pasten. De try-out van de show in Philadelphia duurde meer dan drie uur, dus werd er gesneden in de proloog (waarin de hoofdrolspeelster wordt geïntroduceerd), waardoor de eerste vier nummers vervielen, en ook de finale van het tweede bedrijf. Er kwam hierdoor meer nadruk te liggen op het komische aspect van de show dan op het romantische omdat de hoofdpersoon pas na 40 minuten komt opdagen.
- In 1995 bracht Nonesuch een cd-box, inclusief een uitgebreid boekwerk, uit met een geheel complete restauratie van de musicalversie uit 1926. Gerestaureerd door Tommy Krasker en uitgevoerd onder leiding van Eric Stern.[4]